# La Roche-Chalais
La Roche-Chalais è un comune francese di 2 913 abitanti situato nel dipartimento della Dordogna nella regione della Nuova Aquitania.

## Società

### Evoluzione demografica
Abitanti censiti